# 佐保田鶴治
佐保田 鶴治（さほだ つるじ、1899年2月11日 - 1986年9月11日）は、日本の宗教学者、哲学者。大阪大学名誉教授、文学博士。インド哲学・宗教学専攻。

## 人物
30数年に及ぶ教授生活を送ったが、若年の頃から虚弱体質で悩み続けていた。ところが、還暦を過ぎた62歳の時に、インド人の手ほどきによるヨーガに出会うことにより、健康をめきめき取り戻し、それまでの不健康な生活が一変し、周囲が驚くほどの健康体となった（典拠『ヨーガ入門』）。

## 年譜
- 1899年（明治32年） - 福井県鯖江市生まれ。
- 1922年（大正11年） - 京都帝国大学文学部哲学科卒業
- 1943年（昭和18年） - 立命館大学文学部教授
- 1950年（昭和25年） -「ウパニシァッド文学と其の哲学思想」で京都大学において文学博士取得。
- 1954年（昭和29年） - 大阪大学文学部教授
- 1962年（昭和37年） - 大阪大学停年退官、大阪大学名誉教授。
- 1973年（昭和48年） - 京都市伏見区に、宗教法人 日本ヨーガ・アシラム（現：日本ヨーガ禅道院）を創設[2]。
- 1975年（昭和50年）2月16日 - 「NHKラジオ 宗教の時間」に出演。
- 1980年（昭和55年）4月13日 - 平田精耕老師（天竜寺師家）との対談がNHK教育で放映される。
- 1986年（昭和61年）9月11日 - 死去。

## 著書
- 『印度古代史』弘文堂 1943
- 『印度の社会に就て』秋田屋 1944
- 『古代印度の研究』京都印書館
- 『ウパニシァッド文学と其の哲学思想 印度神秘思想の古典』白揚社 1950
- 『インド正統派哲学思想の始源』創文社 1963
- 『解説ヨーガ・スートラ 根本教典によるヨーガの解明』恒文社 1966 改訂版平河出版社 1980
- 『ヨーガのすすめ 現代人のための完全健康法』ベースボール・マガジン社 スポーツ新書 1972
- 『ヨーガ根本教典（正・続）』平河出版社 1973-78
- 『ヨーガ入門 ココロとカラダをよみがえらせる』池田書店 1975/ベースボール・マガジン社 2001
- 『ヨーガの宗教理念』平河出版社 1976
- 『ウパニシャッドからヨーガへ』平河出版社 1977
- 『般若心経の真実』人文書院 1982
- 『ヨーガ禅道話（正・続）』人文書院 1982-83
- 『八十八歳を生きる ヨーガとともに』人文書院 1986
- 『ヨーガ入門 ココロとカラダを癒す』法蔵館 1998

### 共編著
- 『静坐のすすめ』佐藤幸治共編著 創元社 1967

### 翻訳
- 『ウパニシャツド』弘文堂 1944 改訂版平河出版社 1979
- 『ウパニシャツド註記』弘文堂 1945